# Brandon Trost
Brandon Scott Trost (Los Angeles, 29 de agosto de 1981) é um diretor de fotografia, roteirista e diretor de cinema norte-americano cujos créditos incluem escrever e dirigir The FP (2011) com seu irmão Jason Trost, além de ser o diretor de fotografia de vários filmes, incluindo Crank: High Voltage, Halloween II, MacGruber, Ghost Rider: Spirit of Vengeance e That's My Boy. Trost também é um colaborador frequente de Seth Rogen, trabalhando com ele nos filmes This Is the End, Neighbours, The Interview, The Night Before e Neighbors 2: Sorority Rising. O primeiro filme de Trost como diretor solo, An American Pickle, foi lançado em 2020.

## Início da vida
Trost nasceu em 1981 em Los Angeles, Califórnia, filho de Karen e Ron Trost, um coordenador de efeitos especiais. Seu avô, Scott Maitland, era assistente de direção, e seu bisavô era dublê. Seu tio era o ator Victor French. Ele freqüentou a Frazier Mountain High School e mais tarde se formou na Los Angeles Film School. Ele cresceu em Frazier Park, Califórnia, com seu irmão Jason e sua irmã Sarah. 

## Influências
Trost citou Andrew Laszlo como um de seus diretores de fotografia favoritos, chamando Streets of Fire de "um dos filmes com a cinematografia mais incrível da década de 1980".

## Filmografia

### Como diretor
| Ano  | Título             | Notas                                                 |
| ---- | ------------------ | ----------------------------------------------------- |
| 2011 | The FP             | Codiretor com Jason Trost; creditado como Trost Bros. |
| 2020 | An American Pickle |                                                       |

### Como diretor de fotografia
| Ano  | Título                                     | Diretor(es)                 | Notas                                           |
| ---- | ------------------------------------------ | --------------------------- | ----------------------------------------------- |
| 2001 | Deuces                                     | Michael Winnick             |                                                 |
| 2004 | Lightning Bug                              | Robert Green Hall           |                                                 |
| 2005 | The Salon                                  | Mark Brown                  |                                                 |
| 2005 | Val/Val                                    | Gustavo Camelot             |                                                 |
| 2005 | Chaos                                      | David DeFalco               |                                                 |
| 2006 | Outside Sales                              | Blayne Weaver               | Primeira colaboraçao com Weaver                 |
| 2006 | Special Ops: Delta Force                   | Cole S. McKay               |                                                 |
| 2007 | A Fúria                                    | Frank Cappello              | Vencedor do Jury Award de Melhor Cinematografia |
| 2007 | Broken Glass                               | Gustavo Camelot             |                                                 |
| 2007 | One of Our Own                             | Abe Levy                    |                                                 |
| 2007 | Days of Darkness                           | Jake Kennedy                |                                                 |
| 2008 | Pulse 2: Afterlife                         | Joel Soisson                |                                                 |
| 2008 | Pulse 3                                    | Joel Soisson                |                                                 |
| 2008 | Presence                                   | Brian Kramer                |                                                 |
| 2009 | A Garota do Tempo                          | Blayne Weaver               |                                                 |
| 2009 | Adrenalina 2 - Alta Voltagem               | Neveldine/Taylor            | Primeira colaboração com Neveldine/Taylor       |
| 2009 | Halloween 2                                | Rob Zombie                  | Primeira colaboração com Zombie                 |
| 2010 | A Buddy Story                              | Marc Erlbaum                |                                                 |
| 2010 | MacGruber                                  | Jorma Taccone               | Primeira colaboração com Taccone                |
| 2010 | Mad World                                  | Cory Cataldo                |                                                 |
| 2011 | The FP                                     | Ele mesmo Jason Trost       | Também co-roteirista                            |
| 2011 | Motoqueiro Fantasma - Espírito de Vingança | Neveldine/Taylor            |                                                 |
| 2012 | Este É o Meu Garoto                        | Sean Anders                 |                                                 |
| 2012 | As Senhoras de Salem                       | Rob Zombie                  |                                                 |
| 2013 | É o Fim                                    | Seth RogenEvan Goldberg     | Primeira colaboração com Rogen e Goldberg       |
| 2014 | Namoro ou Liberdade                        | Tom Gormican                |                                                 |
| 2014 | Vizinhos                                   | Nicholas Stoller            | Primeira colaboração com Stoller                |
| 2014 | A Entrevista                               | Seth Rogen Evan Goldberg    |                                                 |
| 2015 | The Diary of a Teenage Girl                | Marielle Heller             | Primeira colaboração com Heller                 |
| 2015 | Como Sobreviver a um Ataque Zumbi          | Christopher B. Landon       |                                                 |
| 2015 | Sexo, Drogas e Jingle Bells                | Jonathan Levine             |                                                 |
| 2016 | Vizinhos 2                                 | Nicholas Stoller            |                                                 |
| 2016 | Popstar: Sem Parar, Sem Limites            | Akiva SchafferJorma Taccone |                                                 |
| 2017 | Artista do Desastre                        | James Franco                |                                                 |
| 2018 | Poderia Me Perdoar?                        | Marielle Heller             |                                                 |
| 2019 | Ted Bundy: A Irresistível Face do Mal      | Joe Berlinger               |                                                 |
| 2021 | Querido Evan Hansen                        | Stephen Chbosky             |                                                 |
| 2022 | Sonic 2 - O Filme                          | Jeff Fowler                 |                                                 |
| 2022 | Bros                                       | Nicholas Stoller            |                                                 |
| 2023 | Coyote vs. Acme                            | Dave Green                  | Fllmando                                        |
| 2024 | Nightbitch †                               | Marielle Heller             | Pós-produção                                    |
| 2024 | Sonic the Hedgehog 3 †                     | Jeff Fowler                 | Pós-produção                                    |

### Como ator
| Ano  | Título                                     | Personagem        | Notas         |
| ---- | ------------------------------------------ | ----------------- | ------------- |
| 1996 | Kazaam                                     | Estadudante       | Não-creditado |
| 1998 | Rushmore                                   | Soldado do Vietnã | Não-creditado |
| 2004 | Lightning Bug                              |                   | Não-creditado |
| 2009 | Crank: High Voltage                        |                   | Não-creditado |
| 2010 | MacGruber                                  | Namorado de Brick |               |
| 2013 | This Is the End                            | Canibal           | Não-creditado |
| 2019 | Extremely Wicked, Shockingly Evil and Vile | Cameraman         |               |